# Institutul Wiesenthal pentru Studierea Holocaustului din Viena (VWI)

Institutul Wiesenthal pentru Studierea Holocaustului din Viena (VWI) (Wiener Wiesenthal Institut für Holocaust-Studien - VWI) este un centru de cercetare dedicat studierii, documentării și informării asupra tuturor aspectelor referitoare la antisemitism, rasism și Holocaust, inclusiv evenimentele care au precedat, cât și consecințele Holocaustului. Institutul a fost înființat de Simon Wiesenthal, alături de cercetători austrieci și străini. Institutul se află în Viena, Austria, și este finanțat de primăria orașului și de către Ministerul Federal al Științei, Cercetării și Economiei.

## Istoric
Spre sfârșitul vieții sale, Simon Wiesenthal și-a exprimat dorința ca arhiva pe care o deținea să devină accesibilă cercetării ulterioare și o bază pentru studierea Holocaustului în Viena. Așadar, atunci când Comunitatea Evreilor din Viena (IKG) împreună cu instituții științifice din Viena i-au propus să înființeze un centru pentru studierea Holocaustului, Wiesenthal s-a implicat personal – alături de cercetători austrieci și străini – în conceperea unui institut, înainte de decesul său din 2005. 
Institutul Wiesenthal a fost înființat în 2009 și este pe deplin operațional din 2012.    

## Organizare

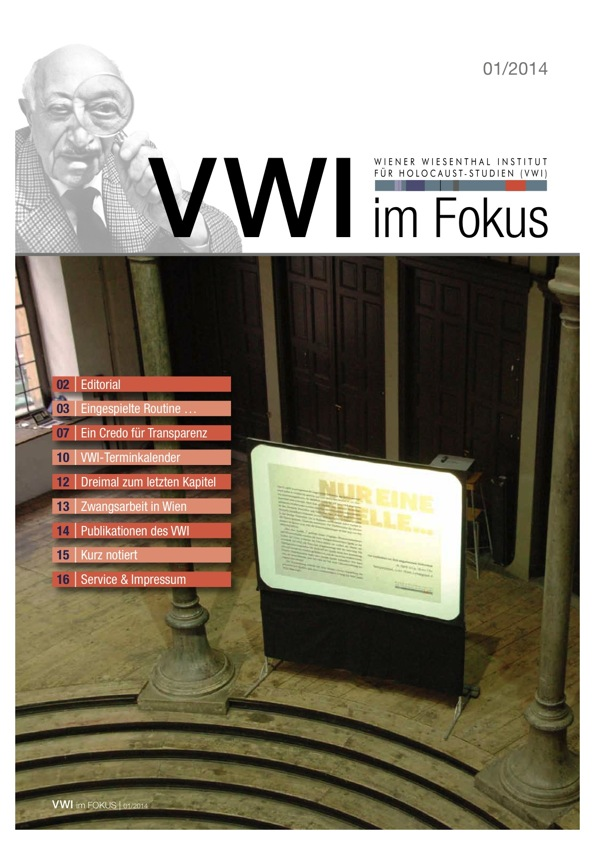
VWI Newsletter Cover 2014/01

Organizațiile care sprijină activitatea Institutului Wiesenthal sunt Comunitatea Evreilor din Viena (IKG), Centrul de Documentare Evreiască (Dokumentationszentrum des Bundes Jüdischer Verfolgter des Naziregimes), Arhiva Rezistenței Austriece (Dokumentationsarchiv des österreichischen Widerstandes DÖW), Institutul de Istorie Contemporană din cadrul Universității din Viena (Institut für Zeitgeschichte der Universität Wien), Muzeul Evreiesc din Viena, Alianța Internațională pentru Rememorarea Holocaustului (IHRA) și Centrul pentru Istoria Culturii Evreilor din cadrul Universității din Salzburg (Zentrum für jüdische Kulturgeschichte, Universität Salzburg).
Consiliul Director al Institutului Wiesenthal este numit de către reprezentanții acestor organizații. Acest consiliu are cea mai mare putere de decizie privind toate aspectele organizaționale ale Institutului Wiesenthal.
Comisia Internațională de Experți Academici este un factor de decizie important în toate aspectele referitoare la activități științifice. Comisia este formată din cel puțin 12 experți de renume internațional, dintre care minim 9 trebuie să activeze în afara Austriei și maxim 3 pot proveni de la instituții universitare din Austria. Este deosebit de important pentru institut ca această comisie să fie interdisciplinară.
În ceea ce privește aspectele administrative zilnice, institutul Wiesenthal este condus de un director, un director de programe de cercetare și de către personalul institutului, care, în ansamblul său, răspunde de toate activitățile institutului. Aceste activități se încadrează în următoarele categorii: cercetare, documentare și informare. În cadrul celor trei categorii, institutul adresează toate aspectele referitoare la antisemitism, rasism și Holocaust, inclusiv evenimentele care au precedat, cât și consecințele Holocaustului. 

## Activități principale
Cercetarea din cadrul Institutului Wiesenthal urmărește să acopere subiecte internaționale și interdisciplinare. Cercetarea se realizează sub una din două forme: prin programul anual de burse pentru doctoranzi și cercetători juniori și seniori sau prin proiecte de cercetare de durate diferite, inițiate de Institutul Wiesenthal. Numeroase proiecte de cercetare privind istoria antisemitismului și a Holocaustului au fost planificate și sunt deja propuse pentru finanțare sau se află în curs de desfășurare.
Începând cu toamna anului 2012, institutul a găzduit anual câte doi profesori, doi cercetători post-doctorali și patru doctoranzi în cadrul programului de burse pentru cercetători. În general, bursele se anunță la sfârșitul anului calendaristic. Deciziile privind alocarea burselor se iau anual, primăvara, de către o sub-comisie din cadrul Comisiei de Experți Academici, împreună cu un membru al departamentului de cercetare al Institutului Wiesenthal.
Arhivele Institutului Wiesenthal, conținând arhiva lui Simon Wiesenthal și documente referitoare la Holocaust din arhiva Comunității Evreilor din Viena (IKG), cât și biblioteca institutului, al cărei volum se află în continuă creștere, răspund de documentare și sunt spațiul unde se desfășoară evenimente de interes academic precum cursuri, conferințe, ateliere de lucru și intervenții în spațiul public pentru informare și educare. 
S:I.M.O.N. – Shoah: Intervenții. Metode. Documentare. este jurnalul electronic al institutului, care publică transcrierile seriei de prezentări academice "Simon Wiesenthal" organizate de institut, documentele elaborate de cercetătorii din cadrul programului de burse și articole selectate de către Comisia Editorială. Seria de cărți a Institutului Wiesenthal este editată de editura vieneză New Academic Press. Buletinul informativ al institutului, "VWI im Fokus", care este redactat în limba germană și are o apariție bianuală, aduce la cunoștința publicului larg toate evenimentele și activitățile din viitorul apropiat. 

## Evenimente
Pentru a-și atinge scopul, Institutul Wiesenthal organizează diferite evenimente pentru comemorarea Holocaustului.  
Seria de prezentări academice "Simon Wiesenthal", renumite deja ca fiind un eveniment marca Institutul Wiesenthal, își propun să aducă în atenția unui public mai larg studiile din domeniul Holocaustului, cu ajutorul cercetătorilor de renume internațional. La sfârșitul fiecărui an calendaristic, Institutul Wiesenthal organizează "Conferința Simon Wiesenthal", în timp ce la începutul fiecărei veri, un mic atelier de lucru este organizat cu scopul de a dezbate ultimile tendințe din domeniul studiului Holocaustului. "VWI-Visuals" (VWI-Vizual) este un eveniment creat cu scopul de a expune reprezentări vizuale uitate sau necunoscute ale Holocaustului. În plus, intervenții în spațiul public sunt organizate cu scopul de a comemora anumite evenimente și aniversări prin metode inovatoare și uneori neconvenționale.